# 유기 (역사서)
《유기》(留記)는 고구려의 역사서이다. 국초에 문자를 처음 사용할 때인 4세기 후반 소수림왕 때 편찬된 것으로 추정 편찬된 것으로 보인다. 연대·찬자(撰者)는 알 수 없으나 영양왕 때 태학박사(太學博士) 이문진(李文眞)이 명을 받아 『유기』 100권을 요약하여 『신집(新集)』 5권을 편찬하였다는 기록이 보일 뿐이다.
《삼국사기》〈고구려본기〉 영양왕 11년의 기록에 의하면, 고구려가 처음으로 문자를 사용하였을 때에 일어난 사실을 100권의 책으로 적은 사람이 있었고, 그 고구려 역사책들을 《유기》라 하였다 한다. 그 연대와 저자는 기록되지 않았다. 태학박사(太學博士) 이문진(李文眞)이 이를 요약하여 《신집(新集)》 5권을 편찬하였다고 설명되었다. 《유기》와 《신집》 모두 현재 전해지지 않는다.

## 같이 보기
- 국사 (역사서)
- 삼국사기
- 신집